# Ахали-Лалало
Ахали-Лалало (груз. ახლო ლალალო, азерб. Axlılələ) — село Марнеульского муниципалитета, края Квемо-Картли республики Грузия со 100 %-ным азербайджанским населением. Находится на юге Грузии, на территории исторической области Борчалы.

## География
Граничит с такими сёлами как Дамиа-Гиаурархи, Земо-Сарали, Беитарапчи, Лалвар, Байтало и Аккулари.

## Население
По данным Государственного статистического комитета Грузии, согласно официальной переписи 2002 года, численность населения села Ахали-Лалало составляет 805 человек и на 100 % состоит из азербайджанцев.

## Экономика
Население в основном занимается сельским хозяйством, овцеводством, скотоводством и овощеводством.

## Достопримечательности
- Мечеть
- Средняя школа[5]